# سید علی‌اصغر دربانی
سید علی‌اصغر حاجب‌التولیه (درگذشته ۱۳۲۱ خورشیدی) که نام خانوادگی دربانی برگزید، نماینده قم در دوره‌های هفتم تا یازدهم مجلس شورای ملی بود. 

وی صاحب فرزندانی به نام‌های تقی، نظام، مرضیه، بتول و فتح‌الله بود  و  صاحب املاک، باغات و اموال و رعایای فراوانی بود و این اموال به فرزندان وی منتقل شد. حاجب التولیه یا سید علی اصغر دربانی و فرزندانشان جز خانواده های با اصل و نسب و متمول قم بودند و تمامی ثروتشان از ارث به آنها رسیده بود ایشان فردی بسیار مهربان و مردم دار بودند و در سخاوتمندی زبانزد عام و خاص بودند و همواره یار و یاور مردم قم بودند مخصوصا در قحطی های بزرگ با کمک های مادی جان عده ای از مردم را نجات دادند. پسران ایشان از جمله نظام و فتح الله نیز در ادب، معرفت، سخاوتمندی و کمک به هم نوع همچون پدر خویش بودند و خدمات ایشان بعد از گذشت حدودا نیم قرن، هنوز در یادها و خاطرات قدیمی های قم ماندگار می باشد. روحشان شاد و یادشان گرامی باد. 
- رجال قم و بحثی در تاریخ آن- تألیف سید محمد مقدس زاده- ۱۳۳۵-چاپخانه مهر ایران